# ヴィリュップラム県
ヴィリュップラム県（விழுப்புரம் மாவட்டம் ; Viluppuram district）は、インド南部のタミル・ナードゥ州に属する30の県の一つ。県庁所在地はヴィリュップラム。

## 概要
2001年の国勢調査では、面積7190平方キロメートル、人口296万0373人、人口密度は411人/km2。
北はティルヴァンナーマライ県、北東はカーンチプラム県、南はカダルール県、西はセーラム県、北西はダルマプリ県に接する。東側はベンガル湾であり、南東部はパーンディッチェーリ連合区と州境が複雑に入り組んでいる。

## 歴史
1993年9月30日に、サウス・アールカードゥ県がカダルール県と本県に分かれて誕生。

## 行政区分

### 郡
ヴィリュップラム県は、以下の8つの郡（タミル語 வட்டம் 「円」 ; 英訳 taluk）に区分けされている。
- ティンディヴァナム郡（திண்டிவனம் ; Thindivanam）
- センジ郡（செஞ்சி ; Gingee）
- ヴァーヌール郡（வானூர் ; Vanur）
- ヴィリュップラム郡（விழுப்புரம் ; Villupuram）
- ティルッコーイルール郡（திருக்கோயிலூர் ; Thirukoilur）
- サンカラープラム郡（சங்கராபுரம் ; Sankarapuram）
- ウルンドゥールペーッタイ郡（உளுந்தூர்பேட்டை ; Ulundurpet）
- カッラックリッチ郡（கள்ளக்குறிச்சி ; Kallakurichi）

### 区
ヴィリュップラム県は、以下の22の区（英訳 block）に区分けされている。
- オラックール区（ஒலக்கூர் ; Olakkur）
- マラッカーナム区（மரக்காணம் ; Marakanam）
- マイラム区（மயிலம் ; Mailam）
- ヴァッラム区（வல்லம் ; Vallam）
- メールマライヤヌール区（மேல்மலையனூர் ; Melmalaiyanur）
- センジ区（செஞ்சி ; Gingee）
- ヴァーヌール区（வானூர் ; Vanur）
- ヴィクラヴァーンディ区（விக்ரவாண்டி ; Vikravandi）
- カンダマンガラム区（கண்டமங்கலம் ; Kandamangalam）？
- コリヤヌール区（கொலியனூர் ; Kolianur）？
- カーナイ区（கானை ; Kanai）？
- ムハイユール区（முகையூர் ; Mugaiyur）
- ティルヴェンナイナッルール区（திருவெண்ணைநல்லூர் ; Thiruvennainallur）
- ティルッコーイルール区（திருக்கோயிலூர் ; Thirukoilur）
- ティルナーマナッルール区（திருநாமநல்லூர் ; Thirunavalur）？
- ウルンドゥールペーッタイ区（உளுந்தூர்பேட்டை ; Ulundurpet）
- サンカラープラム区（சங்கராபுரம் ; Sankarapuram）
- リシヴァーンディヤム区（ரிஷிவாண்டியம் ; Rishivandhiyam）
- ティヤーガドゥルッカム区（தியாகதுர்க்கம் ; Thiagadurgam）
- カッラックリッチ区（கள்ளக்குறிச்சி ; Kallakurichi）
- カルラーヤン・マライハル区（கல்ராயன் மலைகள் ; Kalrayan Hills）
- チンナセーラム区（சின்னசேலம் ; Chinnaselam）